# QH-II-66
QH-II-66是一种含氮有机化合物，分子式C
18H
14N
2O，为苯二氮䓬类化合物，能作为鎮靜劑。